# Kiss Noémi
Kiss Noémi (Gödöllő, 1974 –) magyar író, műfordító, kritikus és egyetemi oktató. Könyveit több nyelvre is lefordították. 

## Életpályája
Az Eszterházy Károly Katolikus Egyetem docense. Itt tanít 2023 szeptembere óta világirodalmat és kortárs irodalmat. 2025 márciusa óta a Pannonhalmi Szemle irodalmi szerkesztője, melyet a Pannonhalmi Apátság ad ki.
Korábban a Miskolci Egyetem Bölcsészettudományi Karának Összehasonlító Irodalomtudományi Tanszékének tanára és a Balassi Bálint Intézet Hungarológiai Tanszékének tanára és tanszék-vezetője volt. 2003-ban jelent meg első esszékötete Tájgyakorlatok címmel a József Attila Kör és a Kijárat Kiadó gondozásában a JAK-füzetek sorozat 128. köteteként, illetve ugyanebben az évben látott napvilágot Paul Celanról szóló tanulmánykötete Határhelyzetek címmel az Anonymus Kiadó gondozásában.  
Első elbeszéléskötete 2006-ban látott napvilágot Trans címmel a Magvető Könyvkiadó gondozásában. További művei is itt jelent meg, novelláskötetei, regénye és Kelet Európáról szóló útikönyve. Gyerekkönyveit a Pagony Kiadó gondozza. Könyvei több nyelven, többek között németül, bolgárul, szerbül is megjelentek, Németországban, Ausztriában és Svájcban többször díjazták munkáit. A müncheni Europa Verlag adja ki műveit. A Duna-könyvét a Danube Books Verlag adja ki 2024-ben Zádor Éva fordításában. Társadalomkritikus szövegeket ír, rendszeresen publikál, vitázik, kiáll a női jogokért.{www.kissnoemi.hu}  Többször oktatott íróiskolában. 
A Pécsi Tudományegyetemen habilitált 2020-ban az Irodalomtudományi Intézetben a Fotográfia és az irodalom témakörében.
A Die Zeit Online Freitext rovatának állandó szerzője. Rendszeresen tart felolvasásokat magyar, német és angol nyelven. https://www.zeit.de/autoren/K/Nomi-_Kiss/index
A Soul for Europe berlini szervezet tagja, és a Német Művészeti Akadémia folyóiratában is publikál, a Journal der Künstében. 
Budapesten és a Szentendrei-szigeten él. Két gyerek, egy ikerpár anyukája. 
2023-ban elnyerte a kiemelkedő prózaíróknak járó Békés Pál-díjat.
2023-ban szerepelt Kremsben a Kunsthalle Krems 7 főbűn (7Todsünden) kiemelt kiállításán Ausztriában. https://www.czernin-verlag.com/buch/7-todsunden
2024-ben jelent meg tanulmánykötete a Kádár-kor női szerzőiről.
2024-től az Eszterházy Károly Katolikus Egyetem ACTA (irodalomtudomány) periodika szerkesztőbizottsági tagja.

## Könyvei
- Az elmondhatatlan önéletrajz. Komparatisztikai tanulmányok az irodalom és a művészetek történetéből; szerk. Kiss Noémi, Kovács Viktor; ME BTK Összehasonlító Irodalomtörténeti és Művészettörténeti Tanszék, Miskolc, 2002
- Tájgyakorlatok. Esszék; JAK–Kijárat, Bp., 2003 (JAK)
- Határhelyzetek. Paul Celan költészete és magyar recepciója; Anonymus, Bp., 2003 (Belépő)
- Antropológia és irodalom. Egy új paradigma útkeresése; szerk. Biczó Gábor, Kiss Noémi; Csokonai, Debrecen, 2003 (Antropos)
- Trans, elbeszélések, Magvető, 2006
- Rongyos ékszerdoboz. Utazások keleten; Magvető, Bp., 2009
- Fekete-fehér. Tanulmányok a fotográfia és az irodalom kapcsolatáról; Szépmesterségek Alapítvány, Miskolc, 2011
- Ikeranya. Az első év; Magvető, Bp., 2013. Új kiadás 2024.
- Sovány angyalok, regény, Magvető, 2015
- Rongyos ékszerdoboz, Utazások Kelet-Európában, új, bővített kiadás, Magvető, 2018
- Lámpaoltó Pöttyös néni, meseregény, Pozsonyi Pagony, 2018
- Balaton, novellák; Magvető, Bp., 2020
- A Bálna és a Srác, meseregény, Pozsonyi Pagony, Bp., 2021
- Karácsony a Dunán, novellák, Magvető Kiadó, Bp., 2022
- Budapest Nagyregény. Budapest Brand Nonprofit Zrt., Bp., 2023 (társszerző)
- Utazás a vasfüggönyön túlra. Írónők és szerepek a Kádár-korban, Líceum Kiadó, Eger, 2024. (online hozzáférés: https://uni-eszterhazy.hu/magyar/megjelent-kollgank-uj-kotete-utazas-a-vasfuggonyon-tulra-ironok-es-szerepek-a-kadar-korban) mint google books itt: https://books.google.hu/books/about/Utaz%C3%A1s_a_vasf%C3%BCgg%C3%B6ny%C3%B6n_t%C3%BAlra.html?id=r_wxEQAAQBAJ&redir_esc=y

## Díjai
- MAB Tudományos díja (2000)
- DAAD-ösztöndíj – Konstanzi Egyetem (1998-2000)
- Magyar Állami Eötvös Ösztöndíj – Konstanzi Egyetem (2002)
- DAAD kutatói ösztöndíj – Viadnina Egyetem, Frankfurt an der Oder (2003)
- Móricz Zsigmond-ösztöndíj (2004)
- Zürich Város Ösztöndíja – writer in residence (2013)
- Darmstadt – a hónap könyve (2015. június): Rongyos ékszerdoboz. Utazások Kelet-Európában
- Wien Visiting Fellow, IWM Wien - Institut für die Wissenschaften von Menschen (2021)
- Kiváló Oktató diploma, Miskolci Egyetem Bölcsészettudományi Kar (2021)
- AIR Krems, Ausztria / alkotói ösztöndíj 2 hónap, Krems Ausztria, Literaturhaus Niederösterreich (2023)
- Békés Pál-díj (2023)[8]